# Susan Reynolds
Susan Reynolds (27 janvier 1929 - 29 juillet 2021) est une historienne médiévale britannique dont le livre Fiefs and Vassals: the Medieval Evidence Reinterpreted (1994) fait partie de l'attaque contre le concept de féodalisme tel que classiquement décrit par les historiens précédents tels que François Louis Ganshof et Marc Bloch. Selon The Guardian, "Peu de livres ont été plus intensément discutés par les historiens médiévaux. En grande partie à la suite de ce travail, le mot " féodalisme ", ou le " mot F ", comme il a été appelé par les historiens, a commencé à perdre de sa popularité parmi les médiévistes britanniques" .

## Biographie
Reynolds est née à Londres, fille d'un avocat, et après la Howell's School, Denbigh obtient un premier diplôme à Lady Margaret Hall ("LMH"), à l'Université d'Oxford. Elle commence sa carrière comme archiviste au bureau des archives du comté de Middlesex. Un an plus tard, elle rejoint le Victoria County History en tant que rédactrice, y reste sept ans et obtient un diplôme en archivistique . Dans une interview pour l'Institute of Historical Research, Reynolds souligne que le diplôme d'archiviste est sa seule qualification supérieure; elle n'a jamais obtenu de maîtrise ni de doctorat en histoire, mais n'a qu'un baccalauréat .
Elle enseigne dans des écoles pour filles d'avant 1960 à 1964, date à laquelle on lui offre de manière inattendue une bourse pendant le déjeuner dans son ancien collège, Lady Margaret Hall. Elle prend sa retraite du LMH en 1986 et, après une année d'enseignement au Dartmouth College dans le New Hampshire, vit à Londres, les étés étant principalement passés en France. Elle poursuit ses recherches et participe à l'Institut de recherche historique .
Reynolds pense que les termes techniques utilisés dans les documents antérieurs à environ 1100 n'ont pas nécessairement les significations qui leur sont attribuées par les historiens qui l'ont précédée; et que les greffiers des périodes ultérieures ont eu tendance à lire dans les documents antérieurs des significations et des relations actuelles à leur époque. Selon elle, la propriété directe de la terre était plus répandue au début du Moyen Âge qu'on ne le pensait, et le déclin de l'autorité centrale a été exagéré.
Elle est élue à la British Academy en 1993 . Elle est membre émérite du LMH.

## Livres
- Introduction à l'histoire des villes médiévales anglaises, 1977.
- Royaumes et communautés en Europe occidentale 900-1300, Oxford, 1984.
- Fiefs et vassaux. Les preuves médiévales réinterprétées , 1994.
- Idées et solidarités des laïcs médiévaux : Angleterre et Europe occidentale, 1995.
- Avant domaine éminent : vers une histoire de l'expropriation des terres pour le bien commun, 2014.